# Pyroteuthidae
Famille
Genres de rang inférieur
- Pterygioteuthis
- Pyroteuthis

Les calmars de feu ou pyroteuthidés (Pyroteuthidae) forment une famille de céphalopodes décapodes.

## Liste des espèces
Selon World Register of Marine Species (23 décembre 2015) :
- genre Pterygioteuthis P. Fischer, 1896
  - Pterygioteuthis gemmata Chun, 1908
  - Pterygioteuthis giardi P. Fischer, 1896
  - Pterygioteuthis hoylei (Pfeffer, 1912)
  - Pterygioteuthis microlampas Berry, 1913
- genre Pyroteuthis Hoyle, 1904
  - Pyroteuthis addolux Young, 1972
  - Pyroteuthis margaritifera (Rüppell, 1844)
  - Pyroteuthis serrata Riddell, 1985

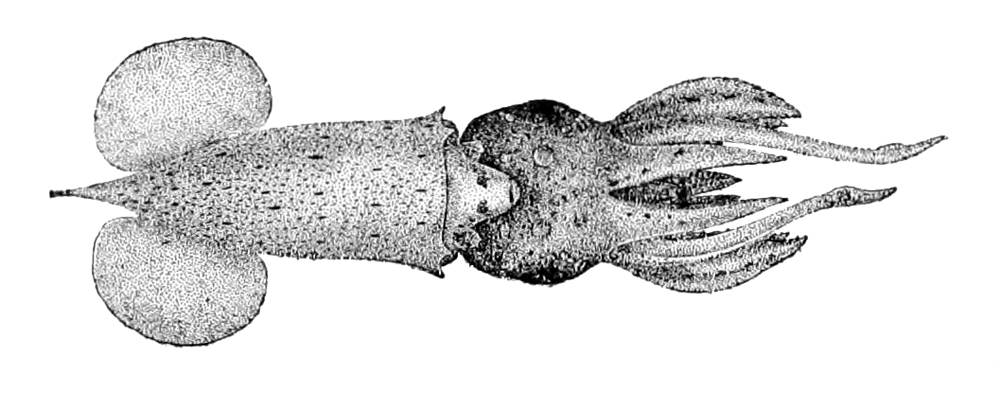
Pterygioteuthis microlampas
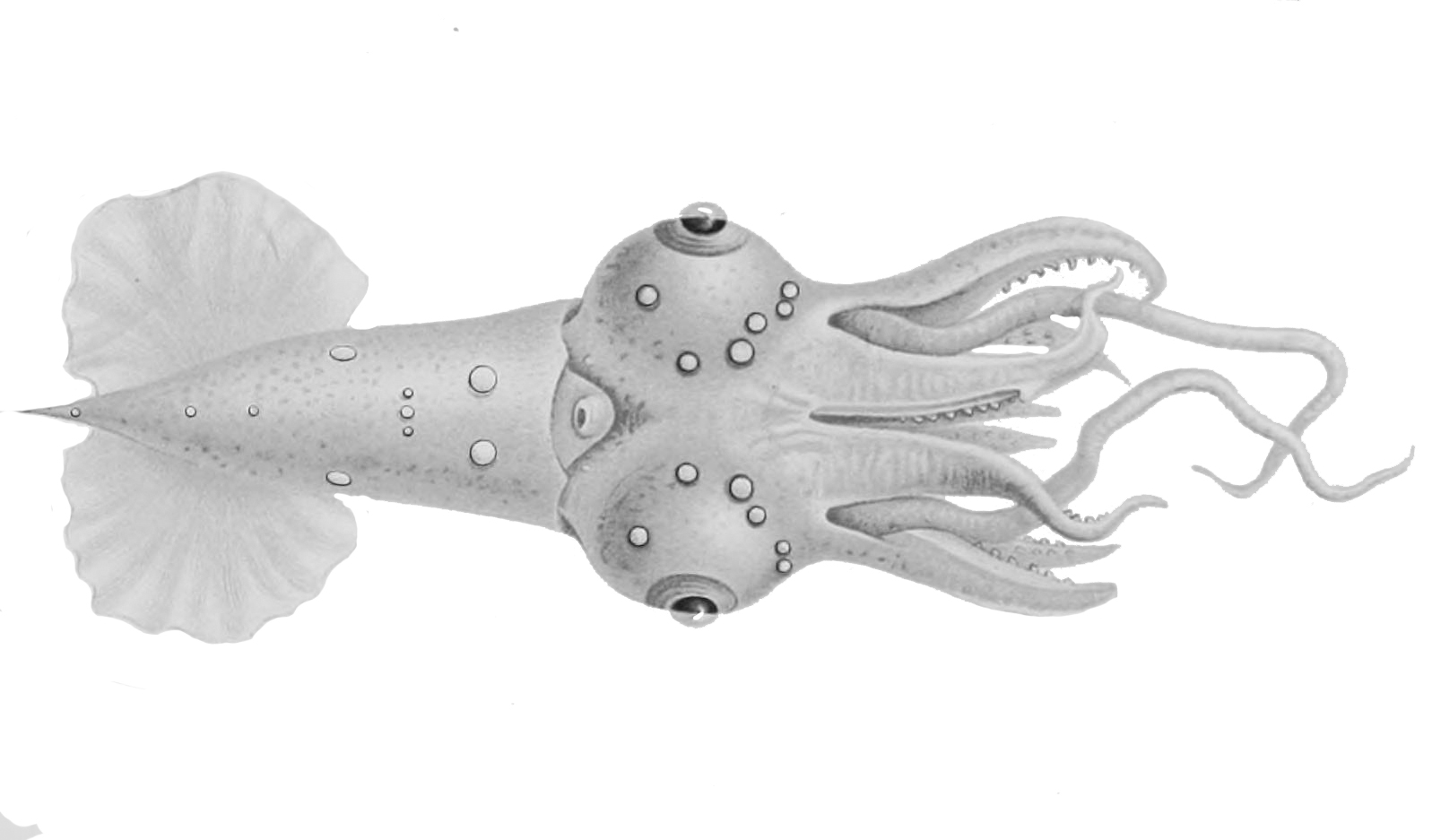
Pyroteuthis margaritifera